# Forever (album des Cranes)
Pour les articles homonymes, voir Forever.
 (février 2018).
Si vous disposez d'ouvrages ou d'articles de référence ou si vous connaissez des sites web de qualité traitant du thème abordé ici, merci de compléter l'article en donnant les références utiles à sa vérifiabilité et en les liant à la section « Notes et références ».
Albums de Cranes
Wings of Joy
(1991) Loved
(1994)
Singles
1. Adrift
Sortie : 29 mars 1993
2. Jewel
Sortie : 1993

Forever est un album du groupe de rock britannique Cranes, sorti en avril 1993.
Avec cet album, le groupe continue sa tendance des albums précédents, tournant principalement autour des voix distinctives d'Alison Shaw.
Forever contient des éléments de shoegaze, de dream pop et de rock gothique et présente les singles Adrift et Jewel.

## Liste des titres
Toutes les chansons sont écrites et composées par Alison Shaw et Jim Shaw.
| Édition standard originale Royaume-Uni | Édition standard originale Royaume-Uni | Édition standard originale Royaume-Uni | Édition standard originale Royaume-Uni | Édition standard originale Royaume-Uni | Édition standard originale Royaume-Uni | Édition standard originale Royaume-Uni | Édition standard originale Royaume-Uni | Édition standard originale Royaume-Uni | Édition standard originale Royaume-Uni |
| No                                     | Titre                                  | Durée                                  |                                        |                                        |                                        |                                        |                                        |                                        |                                        |
| -------------------------------------- | -------------------------------------- | -------------------------------------- | -------------------------------------- | -------------------------------------- | -------------------------------------- | -------------------------------------- | -------------------------------------- | -------------------------------------- | -------------------------------------- |
| 1.                                     | Everywhere                             | 3:41                                   |                                        |                                        |                                        |                                        |                                        |                                        |                                        |
| 2.                                     | Cloudless                              | 5:33                                   |                                        |                                        |                                        |                                        |                                        |                                        |                                        |
| 3.                                     | Jewel                                  | 3:10                                   |                                        |                                        |                                        |                                        |                                        |                                        |                                        |
| 4.                                     | Far Away                               | 3:55                                   |                                        |                                        |                                        |                                        |                                        |                                        |                                        |
| 5.                                     | Adrift                                 | 5:13                                   |                                        |                                        |                                        |                                        |                                        |                                        |                                        |
| 6.                                     | Clear                                  | 3:46                                   |                                        |                                        |                                        |                                        |                                        |                                        |                                        |
| 7.                                     | Sun and Sky                            | 3:36                                   |                                        |                                        |                                        |                                        |                                        |                                        |                                        |
| 8.                                     | And Ever                               | 4:08                                   |                                        |                                        |                                        |                                        |                                        |                                        |                                        |
| 9.                                     | Golden                                 | 3:44                                   |                                        |                                        |                                        |                                        |                                        |                                        |                                        |
| 10.                                    | Rainbows                               | 3:13                                   |                                        |                                        |                                        |                                        |                                        |                                        |                                        |
| 39:59                                  |                                        |                                        |                                        |                                        |                                        |                                        |                                        |                                        |                                        |

| Titre bonus - Édition européenne (hors Royaume-Uni, Dedicated, 26 avril 1993) | Titre bonus - Édition européenne (hors Royaume-Uni, Dedicated, 26 avril 1993) | Titre bonus - Édition européenne (hors Royaume-Uni, Dedicated, 26 avril 1993) | Titre bonus - Édition européenne (hors Royaume-Uni, Dedicated, 26 avril 1993) | Titre bonus - Édition européenne (hors Royaume-Uni, Dedicated, 26 avril 1993) | Titre bonus - Édition européenne (hors Royaume-Uni, Dedicated, 26 avril 1993) | Titre bonus - Édition européenne (hors Royaume-Uni, Dedicated, 26 avril 1993) | Titre bonus - Édition européenne (hors Royaume-Uni, Dedicated, 26 avril 1993) | Titre bonus - Édition européenne (hors Royaume-Uni, Dedicated, 26 avril 1993) | Titre bonus - Édition européenne (hors Royaume-Uni, Dedicated, 26 avril 1993) |
| No                                                                            | Titre                                                                         | Durée                                                                         |                                                                               |                                                                               |                                                                               |                                                                               |                                                                               |                                                                               |                                                                               |
| ----------------------------------------------------------------------------- | ----------------------------------------------------------------------------- | ----------------------------------------------------------------------------- | ----------------------------------------------------------------------------- | ----------------------------------------------------------------------------- | ----------------------------------------------------------------------------- | ----------------------------------------------------------------------------- | ----------------------------------------------------------------------------- | ----------------------------------------------------------------------------- | ----------------------------------------------------------------------------- |
| 11.                                                                           | Shine Like Stars                                                              | 4:34                                                                          |                                                                               |                                                                               |                                                                               |                                                                               |                                                                               |                                                                               |                                                                               |
| 44:32                                                                         |                                                                               |                                                                               |                                                                               |                                                                               |                                                                               |                                                                               |                                                                               |                                                                               |                                                                               |

| Disque bonus « Extra CD Free » - Édition limitée 2 × CD (Dedicated, 23 avril 1993) | Disque bonus « Extra CD Free » - Édition limitée 2 × CD (Dedicated, 23 avril 1993) | Disque bonus « Extra CD Free » - Édition limitée 2 × CD (Dedicated, 23 avril 1993) | Disque bonus « Extra CD Free » - Édition limitée 2 × CD (Dedicated, 23 avril 1993) | Disque bonus « Extra CD Free » - Édition limitée 2 × CD (Dedicated, 23 avril 1993) | Disque bonus « Extra CD Free » - Édition limitée 2 × CD (Dedicated, 23 avril 1993) | Disque bonus « Extra CD Free » - Édition limitée 2 × CD (Dedicated, 23 avril 1993) | Disque bonus « Extra CD Free » - Édition limitée 2 × CD (Dedicated, 23 avril 1993) | Disque bonus « Extra CD Free » - Édition limitée 2 × CD (Dedicated, 23 avril 1993) | Disque bonus « Extra CD Free » - Édition limitée 2 × CD (Dedicated, 23 avril 1993) |
| No                                                                                 | Titre                                                                              | Durée                                                                              |                                                                                    |                                                                                    |                                                                                    |                                                                                    |                                                                                    |                                                                                    |                                                                                    |
| ---------------------------------------------------------------------------------- | ---------------------------------------------------------------------------------- | ---------------------------------------------------------------------------------- | ---------------------------------------------------------------------------------- | ---------------------------------------------------------------------------------- | ---------------------------------------------------------------------------------- | ---------------------------------------------------------------------------------- | ---------------------------------------------------------------------------------- | ---------------------------------------------------------------------------------- | ---------------------------------------------------------------------------------- |
| 1.                                                                                 | The Puppet                                                                         | 3:52                                                                               |                                                                                    |                                                                                    |                                                                                    |                                                                                    |                                                                                    |                                                                                    |                                                                                    |
| 2.                                                                                 | Shine Like Stars                                                                   | 4:33                                                                               |                                                                                    |                                                                                    |                                                                                    |                                                                                    |                                                                                    |                                                                                    |                                                                                    |
| 8:25                                                                               |                                                                                    |                                                                                    |                                                                                    |                                                                                    |                                                                                    |                                                                                    |                                                                                    |                                                                                    |                                                                                    |

| Disque bonus « Limited Edition Includes Extra 4 Track CD » - Édition limitée 2 × CD (basée sur l'édition européenne 11 titres) (Dedicated, BMG, 26 avril 1993) | Disque bonus « Limited Edition Includes Extra 4 Track CD » - Édition limitée 2 × CD (basée sur l'édition européenne 11 titres) (Dedicated, BMG, 26 avril 1993) | Disque bonus « Limited Edition Includes Extra 4 Track CD » - Édition limitée 2 × CD (basée sur l'édition européenne 11 titres) (Dedicated, BMG, 26 avril 1993) | Disque bonus « Limited Edition Includes Extra 4 Track CD » - Édition limitée 2 × CD (basée sur l'édition européenne 11 titres) (Dedicated, BMG, 26 avril 1993) | Disque bonus « Limited Edition Includes Extra 4 Track CD » - Édition limitée 2 × CD (basée sur l'édition européenne 11 titres) (Dedicated, BMG, 26 avril 1993) | Disque bonus « Limited Edition Includes Extra 4 Track CD » - Édition limitée 2 × CD (basée sur l'édition européenne 11 titres) (Dedicated, BMG, 26 avril 1993) | Disque bonus « Limited Edition Includes Extra 4 Track CD » - Édition limitée 2 × CD (basée sur l'édition européenne 11 titres) (Dedicated, BMG, 26 avril 1993) | Disque bonus « Limited Edition Includes Extra 4 Track CD » - Édition limitée 2 × CD (basée sur l'édition européenne 11 titres) (Dedicated, BMG, 26 avril 1993) | Disque bonus « Limited Edition Includes Extra 4 Track CD » - Édition limitée 2 × CD (basée sur l'édition européenne 11 titres) (Dedicated, BMG, 26 avril 1993) | Disque bonus « Limited Edition Includes Extra 4 Track CD » - Édition limitée 2 × CD (basée sur l'édition européenne 11 titres) (Dedicated, BMG, 26 avril 1993) |
| No | Titre | Durée | | | | | | | |
| --- | --- | --- | --- | --- | --- | --- | --- | --- | --- |
| 1. | At Sea | 3:23 | | | | | | | |
| 2. | Slide | 2:54 | | | | | | | |
| 3. | Wings of Joy | 2:06 | | | | | | | |
| 4. | Trumpet Song | 1:49 | | | | | | | |
| 10:12 | | | | | | | | | |

| Titres bonus - Réédition (Cherry Red, 17 septembre 2007) | Titres bonus - Réédition (Cherry Red, 17 septembre 2007) | Titres bonus - Réédition (Cherry Red, 17 septembre 2007) | Titres bonus - Réédition (Cherry Red, 17 septembre 2007) | Titres bonus - Réédition (Cherry Red, 17 septembre 2007) | Titres bonus - Réédition (Cherry Red, 17 septembre 2007) | Titres bonus - Réédition (Cherry Red, 17 septembre 2007) | Titres bonus - Réédition (Cherry Red, 17 septembre 2007) | Titres bonus - Réédition (Cherry Red, 17 septembre 2007) | Titres bonus - Réédition (Cherry Red, 17 septembre 2007) |
| No                                                       | Titre                                                    | Durée                                                    |                                                          |                                                          |                                                          |                                                          |                                                          |                                                          |                                                          |
| -------------------------------------------------------- | -------------------------------------------------------- | -------------------------------------------------------- | -------------------------------------------------------- | -------------------------------------------------------- | -------------------------------------------------------- | -------------------------------------------------------- | -------------------------------------------------------- | -------------------------------------------------------- | -------------------------------------------------------- |
| 11.                                                      | Jewel (12" mix)                                          | 5:00                                                     |                                                          |                                                          |                                                          |                                                          |                                                          |                                                          |                                                          |
| 12.                                                      | The Puppet                                               | 3:52                                                     |                                                          |                                                          |                                                          |                                                          |                                                          |                                                          |                                                          |
| 13.                                                      | Shine Like Stars                                         | 4:37                                                     |                                                          |                                                          |                                                          |                                                          |                                                          |                                                          |                                                          |
| 14.                                                      | At Sea                                                   | 3:24                                                     |                                                          |                                                          |                                                          |                                                          |                                                          |                                                          |                                                          |
| 15.                                                      | Slide                                                    | 2:55                                                     |                                                          |                                                          |                                                          |                                                          |                                                          |                                                          |                                                          |
| 16.                                                      | Wings of Joy                                             | 2:09                                                     |                                                          |                                                          |                                                          |                                                          |                                                          |                                                          |                                                          |
| 17.                                                      | Trumpet Song                                             | 1:49                                                     |                                                          |                                                          |                                                          |                                                          |                                                          |                                                          |                                                          |
| 63:50                                                    |                                                          |                                                          |                                                          |                                                          |                                                          |                                                          |                                                          |                                                          |                                                          |

### Forever Remixes
| EP Remixes (Dedicated, 27 septembre 1993) | EP Remixes (Dedicated, 27 septembre 1993)                    | EP Remixes (Dedicated, 27 septembre 1993) | EP Remixes (Dedicated, 27 septembre 1993) | EP Remixes (Dedicated, 27 septembre 1993) | EP Remixes (Dedicated, 27 septembre 1993) | EP Remixes (Dedicated, 27 septembre 1993) | EP Remixes (Dedicated, 27 septembre 1993) | EP Remixes (Dedicated, 27 septembre 1993) | EP Remixes (Dedicated, 27 septembre 1993) |
| No                                        | Titre                                                        | Durée                                     |                                           |                                           |                                           |                                           |                                           |                                           |                                           |
| ----------------------------------------- | ------------------------------------------------------------ | ----------------------------------------- | ----------------------------------------- | ----------------------------------------- | ----------------------------------------- | ----------------------------------------- | ----------------------------------------- | ----------------------------------------- | ----------------------------------------- |
| 1.                                        | Jewel (12" mix) (Remix: Bryan "Chuck" New, Robert Smith)     | 5:00                                      |                                           |                                           |                                           |                                           |                                           |                                           |                                           |
| 2.                                        | Clear (Boll Weevil mix)                                      | 8:05                                      |                                           |                                           |                                           |                                           |                                           |                                           |                                           |
| 3.                                        | Clear (Ring Tailed Snorter mix)                              | 4:30                                      |                                           |                                           |                                           |                                           |                                           |                                           |                                           |
| 4.                                        | Clear (Blue Gills mix)                                       | 3:53                                      |                                           |                                           |                                           |                                           |                                           |                                           |                                           |
| 5.                                        | Clear (Davidian Memorial mix)                                | 3:17                                      |                                           |                                           |                                           |                                           |                                           |                                           |                                           |
| 6.                                        | Cloudless (Thaïs mix) (Remix: Ivo Watts-Russell, John Fryer) | 7:50                                      |                                           |                                           |                                           |                                           |                                           |                                           |                                           |
| 32:34                                     |                                                              |                                           |                                           |                                           |                                           |                                           |                                           |                                           |                                           |

## Crédits
| - Jim Shaw : batterie, basse, guitare, claviers - Alison Shaw : basse, chant - Matt Cope : guitare - Mark Francombe : guitare, claviers | - Production, ingénierie : Cranes - Ingénierie : Andy Wilkinson, Giles Hall, Marcus Lindsay - Artwork : John Barnbrook - Photographie : Miles Aldridge - Design : Albert Tupelo |